# Cox-Nunatak
Der Cox-Nunatak ist ein 795 m hoher Nunatak im westantarktischen Queen Elizabeth Land. Im nordöstlichen Teil des Dufek-Massivs in den Pensacola Mountains ragt er 1,5 km südlich des Rankine Rock auf.
Der United States Geological Survey kartierte ihn anhand eigener Vermessung und Luftaufnahmen der United States Navy aus den Jahren von 1955 bis 1966. Das Advisory Committee on Antarctic Names benannte ihn 1968 nach Walter M. Cox, Fotograf der Mannschaft auf der Ellsworth-Station im antarktischen Winter 1957.